# デーブ・ジョンソン (陸上選手)
デーブ・ジョンソン（David ("Dave") Allen Johnson、1963年4月7日 - ）は、アメリカ合衆国の陸上競技選手。1980年代から1990年代にかけて活躍した十種競技の選手で、1992年バルセロナオリンピックの銅メダリストである。

## 経歴
ノースダコタ州出身。モンタナ州ミズーラで少年時を過ごし、高校時代に家族とともにオレゴン州コーバリスに転居した。
少年の頃から運動神経に優れていた。小学校時代は野球、ボクシング、中学時代は陸上、タッチ・フットボール、バスケットボールに親しんでいた。しかし、高校時代はオスグッド・シュラッター病に悩まされ、スポーツから離れざるを得なくなった。
大学に入り、十種競技を始める。彼の生まれつきの才能とトレーニングの積み重ねにより数々の記録を打ち立てていった。1989年と1990年には世界ランク1位となっている。この当時、最高のデカスリートとみなされていた。しかし、彼の前に、一人の選手が現れる。同じアメリカのダン・オブライエンである。友人であったジョンソンとオブライエンは、試合ではいつも1位と2位を争っていた。しかし、次第にオブライエンのほうが力が上になっていき、オブライエンが世界ナンバーワン、2日目の競技が得意なジョンソンは2日目の選手とみなされるようになる。
ジョンソンとオブライエンは、1992年バルセロナオリンピックへの出場をかけた全米選手権に出場。ジョンソンとオブライエンの代表は固いものと思われたが、オブライエンは棒高跳で記録なしに終わってしまう。ジョンソンは優勝しオリンピック出場を決めた。オブライエンの代わりにジョンソンに対し金メダルの期待が寄せられるようになる。
しかし、ジョンソンは、バルセロナの本番で初日に左足の疲労骨折に見舞われてしまう。それでもジョンソンは、シューズのサイズを大きくし、紐できつく縛り2日目の競技に挑んだ。結局、金メダルの獲得はならなかったものの、3位で銅メダルを獲得した。
ジョンソンは、その後現役を引退。現在は、オレゴン州の高校で陸上のコーチを務めている。

## 主な実績
| 年   | 大会             | 場所                     | 種目     | 結果 | 記録   |
| ---- | ---------------- | ------------------------ | -------- | ---- | ------ |
| 1988 | オリンピック     | ソウル(韓国)             | 十種競技 | 9位  | 8180pt |
| 1989 | ユニバーシアード | デュースブルク(西ドイツ) | 十種競技 | 1位  | 8216pt |
| 1992 | オリンピック     | バルセロナ(スペイン)     | 十種競技 | 3位  | 8309pt |